# Якунина, Елизавета Петровна
Елизаве́та Петро́вна Яку́нина (1 сентября 1892, Санкт-Петербург, Российская империя — 1964) — советская театральная художница.

## Биография
Елизавета Якунина родилась 1 сентября 1892 года в Санкт-Петербурге в семье выходцев из крестьян.
В 1910—1916 годах училась на факультете керамики Художественно-промышленного училища барона Штиглица, по окончании которого была награждена медалью и поездкой в Италию. Поездка не состоялась из-за Первой мировой войны. После окончания училища в 1916—1919 годах преподавала рисование в женской гимназии.
В 1918 году поступила на Курсы мастерства сценических постановок (КУРМАСЦЕП) под руководством Всеволода Мейерхольда. Елизавете Якуниной преподавали Кузьма Петров-Водкин, Борис Альмединген, А. Рыков, Ммхаил Зандин, Юрий Бонди, Пётр Морозов, Алексей Грипич. Среди соучеников Якуниной были Владимир Дмитриев, Борис Эрбштейн, Лидия Мангуби, Сергей Приселков.
В 1928-29 гг. сотрудничала с первым советским журналом моды «Искусство одеваться».

## Театральные постановки (художник)

### Ленинградский театр Комедии
- 1925 «Стакан воды» Э. Скриба
- 1927 «Хитрая вдовушка» Гольдони

### Передвижной театр Гайдебурова
- 1927 «Гамлет» У. Шекспира

### Академический театр оперы и балета
- 1928 «Кавалер роз» Р. Штрауса

### Академический театр драмы
- 1934 «Бойцы» Б. Ромашова.

### Новый ТЮЗ
- 1935 (март) — «Снегурочка» Александра Островского. Режиссёры Борис Зон и Татьяна Сойникова.
- 1936 (октябрь) — «Продолжение следует» Александры Бруштейн. Режиссёры Борис Зон и Татьяна Сойникова, художники Михаил Григорьев и Елизавета Якунина.
- 1936 (декабрь) — «Голубое и розовое» Александры Бруштейн. Режиссёр Татьяна Сойникова.
- 1937 (апрель) — «Сказки Пушкина». Режиссёр Борис Зон.
- 1939 (январь) — «У лукоморья» Д. Дэля. Режиссёр Татьяна Сойникова.
- 1939 (март) — «Снежная королева» Евгения Шварца. Режиссёр Борис Зон.
- 1939 (декабрь) — «Правда — хорошо, а счастье лучше…» Александра Островского. Режиссёр Татьяна Сойникова.
- 1940 (ноябрь) — «Дима и Вава» («Двое») Агнии Барто и Рины Зелёной. Режиссёр Лев Шостак.
- 1941 (июнь) — «Лермонтовский спектакль». Режиссёр Борис Зон.
- 1941 (октябрь) — «Сон в летнюю ночь» Уильяма Шекспира. Режиссёры Борис Зон и Татьяна Сойникова.
- 1941 — «День живых» Александры Бруштейн. Режиссёр Борис Зон.
- 1943 — «Домик в Черкизове» Алексея Арбузова. Режиссёр Лев Шостак.

### Театр имени Комиссаржевской
- 1943 — «Правда хорошо, а счастье лучше» А. Н. Островского.